# Richard D. Spence
Richard Dee Spence (geboren am 7. April 1925 in Tucumcari, New Mexico; gestorben am 7. April 2015 in Ponte Vedra Beach, Florida) war ein amerikanischer Eisenbahnmanager. Er war der zweite Präsident von Conrail und Präsident der Louisville and Nashville Railroad.

## Leben
Richard Dee Spence war eines der fünf Kinder von Andrew Doak Spence und Myrtle Hannah Roach. Er war von 1943 bis 1946 als Soldat bei der US Navy und besuchte während dieser Zeit das Officers Training Programm an der Princeton University. An der University of California in Los Angeles erlangte er 1949 seinen Bachelor. Weiterhin absolvierte er 1956 ein Management-Programm an der Stanford University und 1962 ein Führungskräfteseminar am MIT.
Bereits ab 1946 begann er für die Southern Pacific Transportation zu arbeiten. Zunächst war er als Bremser beschäftigt und arbeitete sich hoch. Ab 1967 war er Assistent des Vizepräsidenten für den operativen Betrieb. 1969 übernahm er selbst die Position des für den operativen Betriebes zuständigen Vizepräsidenten. Zum 26. September 1975 wurde er Präsident (Chief Operating Officer) der staatlichen Bahngesellschaft Conrail. Diese Position hatte er bis zum 26. Juni 1978 inne. Es gelang ihm nicht, das wirtschaftliche Ergebnis dieser Auffanggesellschaft entscheidend zu verbessern, so dass der Aufsichtsrat seine Ablösung forcierte.
Zum 18. September 1978 wurde er Präsident der von der Seaboard Coast Line Railroad (SCL) kontrollierten Louisville and Nashville Railroad. Die Bahngesellschaft war zu dieser Zeit stark von Unfällen geplagt und Spence sollte insbesondere durch die Verbesserung der Betriebsabläufe Abhilfe schaffen. Ab Ende 1980 bis 1984 war er Executive Vice President of Operations (Chief Operating Officer) für das Family Lines Rail System (L&N, SCL, Clinchfield). Danach war er bis 1990 Berater im Schienenverkehrssektor.
Von 1986 bis 1997 war er Direktor eines Papierunternehmens in Scunthorpe (England).
Richard D. Spence war zweimal verheiratet. Aus seiner ersten Ehe mit Jeanette Williams entstammen zwei Kinder und aus der zweiten Ehe mit Mary Ames drei Kinder.